# Tweede Kamerverkiezingen in het kiesdistrict Amsterdam IV (1848-1850)

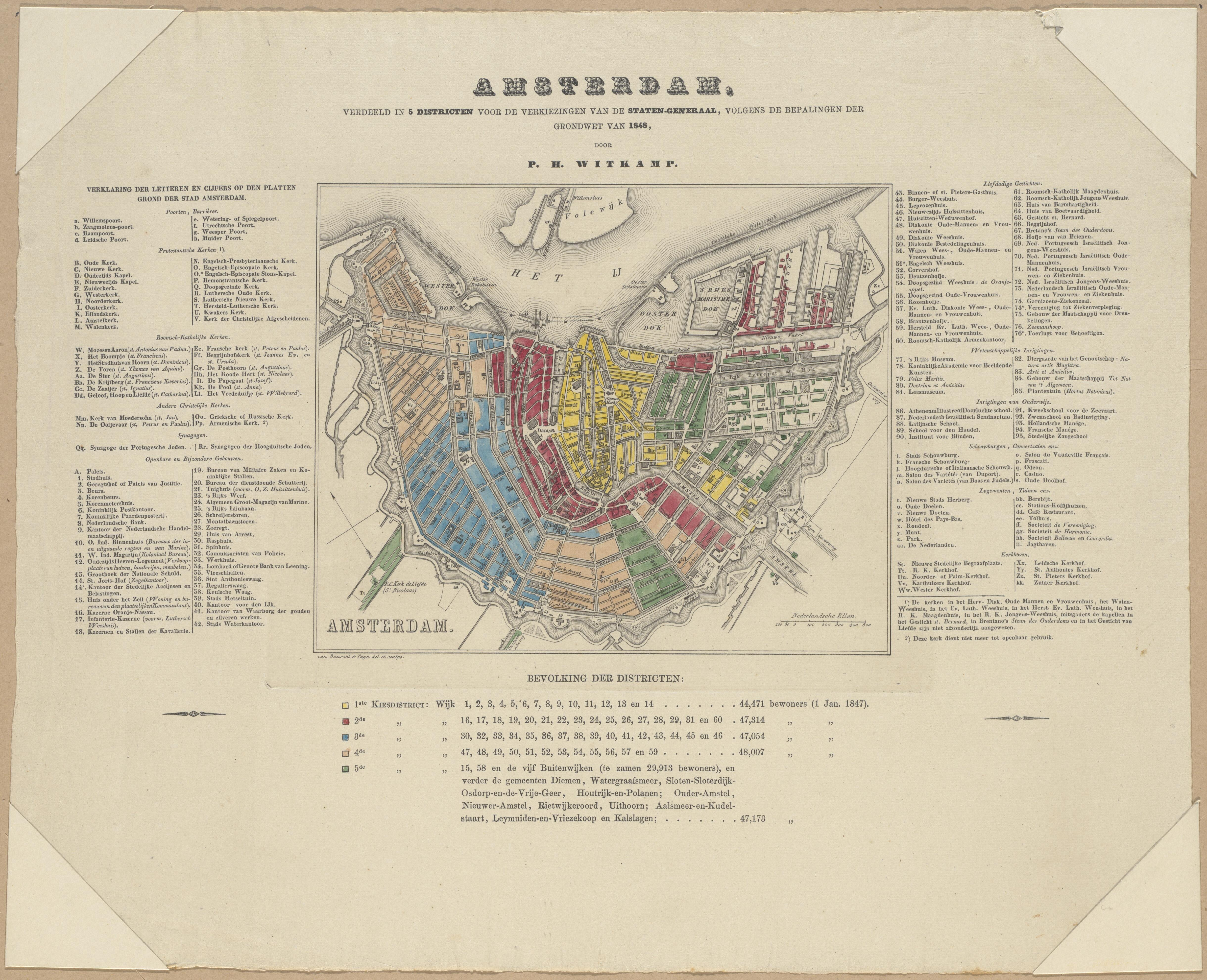
Kiesdistricten Amsterdam I-V (1848)

Tweede Kamerverkiezingen in het kiesdistrict Amsterdam IV geeft een overzicht van verkiezingen voor de Nederlandse Tweede Kamer in het kiesdistrict Amsterdam IV in de periode 1848-1850.
Het kiesdistrict Amsterdam IV werd ingesteld na de grondwetsherziening van 1848. Tot het kiesdistrict behoorde een gedeelte van de gemeente Amsterdam .
Het kiesdistrict Amsterdam IV vaardigde in dit tijdvak per zittingsperiode één lid af naar de Tweede Kamer. 
Legenda
- vet: gekozen als lid van de Tweede Kamer.

## 30 november 1848
De verkiezingen werden gehouden na ontbinding van de Tweede Kamer, na inwerkingtreding van de herziene grondwet.
|                    | 30 november | 14 december |
| ------------------ | ----------- | ----------- |
| Kiesgerechtigden   | 437         | 437         |
| Opkomst            | 340         | 311         |
| Geldige stemmen    | 333         | 311         |
| Blanco stemmen     | 2           | 0           |
| Kandidaten         |             |             |
| J.S. van Naamen    | 170         | 200         |
| P.C. Gülcher       | 64          | 111         |
| D.D. Büchler       | 57          |             |
| F.A. van Hall      | 7           |             |
| J. Heemskerk       | 5           |             |
| W.J.C. van Hasselt | 5           |             |

## Opheffing
In 1850 werd het kiesdistrict Amsterdam IV opgeheven. Het tot het kiesdistrict behorende deel van Amsterdam werd ingedeeld bij het nieuw ingestelde meervoudige kiesdistrict Amsterdam.